# Б-68
Б-68 (на фарьорски: Tofta Ítróttarfelag) е футболен отбор от село Тофтир, остров (Естурой, Източния остров), Фарьорски острови. Състезава се във Формюлаейлин, Висшата лига на страната.
Основан е на 21 декември 1962 г.. За пърив път влиза в Първа лига през 1980 г. Трикратен шампион на страната 1984, 1985 и 1992. 
Дебют в европейските клубни турнири прави в квалификациите за Шампионската лига през 1993/94 срещу отбора на Динамо Загреб 0:5 и 0:6.

## Успехи
- Формулаейлин: (Висша лига)
  -  Шампион (3): 1984, 1985, 1992
  -  Второ място (12): 1947, 1951, 1962, 1963, 1971, 1973, 1974, 1975, 1996, 1998, 2016, 2017
- Купа на Фарьорски острови:
  -  Финалист (2): 1995, 2023
- 1 дейд: (2 ниво)
  -  Шампион (4): 1980, 2005, 2007, 2013
- Купа ФСФ:
  -  Носител (1): 2005